# Michel Mouskhély
Michel Mouskhély, parfois Michel Mouskhely, (en géorgien მიხეილ მუსხელიშვილი), né le 8 juillet 1903 à Tiflis (Géorgie, à l’époque dans l’Empire russe) et décédé le 11 juillet 1964 au Val d’Aoste (Italie), était un universitaire français d’origine géorgienne,.

## Biographie
En 1921, il émigre après l’invasion du territoire géorgien par les armées de la Russie soviétique et engage des études universitaires à Göttingen, Munich, Lyon et Paris.
Après une année d’enseignement à l’Université de Paris (1932-1933), il est professeur à l'école française du Caire et maître de conférences à l’Université du Caire (1935-1948).
Nommé ensuite professeur à la Faculté de droit et de sciences économiques de l’Université de Strasbourg, il fonde et dirige le Centre de recherche sur l’URSS et les pays de l’Est, qui en 1960 commence la publication de résumés des principaux périodiques soviétiques portant sur les sciences sociales.
Professeur invité dans diverses universités américaines, il est l’auteur de nombreux ouvrages et revue (L’Europe en formation) et aussi un militant fédéraliste, cofondateur de l’Union fédéraliste interuniversitaire, président de l’Association des universitaires d’Europe, président des Assises du Congrès du peuple européen (Altiero Spinelli) et vice-président du Centre international de formation européenne (Alexandre Marc).
Il a élaboré un projet de constitution fédérale européenne présentée au Comité international de coordination des mouvements pour l'unité européenne.

## Publications
- « Confederation or Federation », 1952, ASIN B00183IQPE
- « Revue française de science politique », année 1961, volume 11, numéro 4
- « Le gouvernement de L’URSS », Presses universitaires de France, 1961,  (ISBN 978-2130407966)
- « L'URSS au seuil du communisme, travaux du centre de recherches sur l'URSS et les Pays de l'Est », Éditions Dalloz, 1962, ASIN  B0000DRGPS
- « Structures Fédérales », Presses d’Europe, Troyes, 1964, ASIN B0014RMRHC
- « Confédération et Fédération. L’antithèse », réédition 2012, Éditions fédérop